# Psilocephala pilosula
Psilocephala pilosula är en tvåvingeart som beskrevs av Krober 1889. Psilocephala pilosula ingår i släktet Psilocephala och familjen stilettflugor. Inga underarter finns listade i Catalogue of Life.